# 沖縄ガス
沖縄ガス株式会社（おきなわガス）は、沖縄県那覇市に本社を置き、都市ガスを主力とするエネルギー販売会社である。
沖縄県内で唯一、都市ガスを扱っている企業であり、那覇市を中心に、浦添市、豊見城市、西原町、南風原町、中城村に都市ガスを供給している。

## 沿革
- 1958年7月22日 - 創立。
- 1960年2月1日 - ガスの供給開始。
- 1972年5月 - 沖縄返還に伴い、日本ガス協会の正会員となる。
- 1999年8月 - 沖縄県産業振興公社からTQM奨励賞を受賞する。
- 2005年4月〜2006年3月 - 熱量変更作業実施(P13A)
- 2005年12月 - 沖縄ガス創業者湧川善三郎奨学基金を設立する。
- 2015年8月 - 天然ガス(13A)に転換[2]。沖縄電力吉の浦火力発電所の発電用ガスタンクを借用する形で供給しているため、この敷地は沖縄電力が管理している。

## 都市ガス供給地域
那覇市
- 垣花、住吉、鏡水、当真を除く全域。

浦添市
- 西原、前田、経塚、沢岻、内間、勢理客、宮城、仲西、小湾、西洲の10地域

豊見城市
- 豊崎地区

西原町
- 棚原、森川、千原、上原、小橋川、呉屋の6地域。

南風原町
- 新川地域

中城村
- 南上原地域